# Гудиев, Казимир Витальевич
Казими́р Вита́льевич Гуди́ев (29 апреля 1972) — советский, российский и азербайджанский футболист, вратарь.

## Биография
Воспитанник владикавказского футбола, начал играть в местных командах «Автодор» и «Иристон».
В 1996—1997 годах провёл 7 матчей в Высшей лиге за сочинскую «Жемчужину». В 1999 году играл за азербайджанские клубы «Кяпаз» (выступал только в играх на Кубок Содружества) и «Нефтчи».
После возвращения в Россию играл во Втором дивизионе, закончил карьеру в 2004 году в череповецкой «Северстали». В 2006 и 2008 годах работал тренером в дублирующем составе «Спартака»/«Алании» (Владикавказ), участвовавшем в первенстве ЛФЛ.
В 1996—1997 годах провёл три матча за сборную Азербайджана.
Сын Виталий — вратарь.